# 菲利普·克萊梅諾夫
菲利普·克萊梅諾夫（英語：Phillip Klemenov；1993年8月14日—2016年10月2日），别名PHiZZURP，是美國的職業電子競技玩家，加州洛杉磯人，因為他经常直播玩使命召喚而有名。2010年加盟H2K-Gaming戰隊，后来在2011年，安納海姆举办的MLG大賽拿了亞軍而一舉成名。2013年10月時因大賽無緣前八名而退出H2K-Gaming戰隊，2014年6月24日加入MRKNWILD戰隊，2016年7月在使命召喚世界聯賽的北美賽區加入8強。
2016年10月2日，他坐女友的車出遊時，在哥羅拉度州奧羅拉一帶發生車禍，车辆失控死亡，終年23歲。